# فرانك بوتشي
فرانك بوتشي (بالإنجليزية: Frank Bucci)‏ هو لاعب كرة قدم أمريكي، ولد في 17 ديسمبر 1956 في بيتسبرغ في الولايات المتحدة. لعب مع نيويورك أبولو ‏.